# きっと どこかで
「きっと どこかで」は、日本のバンド、TUBEの通算28作目のシングル。CDコードはSRDL-4542。

## 概要
TUBEによる主要な楽曲の歌詞でよく出てくる「夏」、「海」、「渚」、「太陽」等の夏を連想させる言葉が全く現れない、出会いと別れを思わせる楽曲である。「あの夏を探して」以来、ドラマの主題歌に採用された楽曲。「世界で一番パパが好き」で使われ、TUBEにとって二度目のドラマ主題歌だった。
約40万枚売り上げた。
『第49回NHK紅白歌合戦』で披露した楽曲。『紅白歌合戦』への出場は1993年の「夏を待ちきれなくて」以来5年ぶり二度目だった。
2005年に韓国の男性デュオCANが、『My Way』というタイトルでカバーしている（アルバム『My Way』に収録）。
香港、台湾では「一定是哪裡」、「一定在某個地方」名として発売されている。

## 収録曲
| 全作詞: 前田亘輝、全作曲: 春畑道哉、全編曲: TUBE、池田大介。 |                                        |          |            |      |
| #                                                            | タイトル                               | 作詞     | 作曲・編曲 | 時間 |
| 1.                                                           | 「きっと どこかで」                    | 前田亘輝 | 春畑道哉   | 3:33 |
| 2.                                                           | 「Smile For Me」                       | 前田亘輝 | 春畑道哉   | 5:03 |
| 3.                                                           | 「きっと どこかで (Original Karaoke)」 | 前田亘輝 | 春畑道哉   | 3:33 |
| 4.                                                           | 「Smile For Me (Original Karaoke)」    | 前田亘輝 | 春畑道哉   | 5:00 |
| 合計時間:                                                    | 合計時間:                              | 17:09    |            |      |

## 収録アルバム
- Blue Reef (#1、sinfonia versione)
- TUBEst III (#1)
- Melodies & Memories II (#1,2(#2は韓国盤を除く))
- Best of TUBEst 〜All Time Best〜 (#1)
- 35年で35曲 “夏と恋” ～夏の数だけ恋したけど～（#1、リミックス）
- All Singles TUBEst -Blue- (#1)

## タイアップ
きっと どこかで
- フジテレビ系ドラマ「世界で一番パパが好き」主題歌

## 参加ミュージシャン
- 池田大介：マニピュレート・編曲
- 鹿島伸夫：ピアノ・キーボード